# Dicerura fungicola
Dicerura fungicola är en tvåvingeart som först beskrevs av Boris Mamaev 1964.  Dicerura fungicola ingår i släktet Dicerura och familjen gallmyggor. Arten är reproducerande i Sverige. Inga underarter finns listade i Catalogue of Life.